# Departamento San Javier (Misiones)
Das Departamento San Javier liegt im Südwesten der Provinz Misiones im Nordosten Argentiniens. 
Es grenzt im Norden an das Departamento Leandro N. Alem, im Norden und Osten an das Departamento Oberá, im Süden an Brasilien und im Westen an das Departamento Concepción. 
Die Hauptstadt des San Javier ist das gleichnamige San Javier.

## Bevölkerung
Nach Schätzungen des INDEC stieg die Einwohnerzahl des Departamento von 19.187 Einwohnern (2001) auf 21.846 Einwohner im Jahre 2005.

## Städte und Gemeinden
Das Departamento San Javier ist in folgende Gemeinden aufgeteilt:
- Florentino Ameghino
- Itacaruaré
- Mojón Grande
- San Javier

Koordinaten: 27° 48′ S, 55° 6′ W